# Населення Волинської області
Населення Волинської області на 1 липня 2014 року становило 1 042 271 осіб (2.28 % загальноукраїнського населення)

Міське населення становить 544 632 осіб (52.3 %), сільське 497 639 осіб (47.7 %).

Середня густота населення — 51.7 чол/км²

## Динаміка чисельності
Історична динаміка чисельності населення області (у сучасних кордонах)
| рік  | населення | місце серед регіонів |
| ---- | --------- | -------------------- |
| 1939 | 1 034 000 | 20                   |
| 1959 | 890 456   | 24                   |
| 1970 | 974 454   | 25                   |
| 1979 | 1 015 584 | 25                   |
| 1989 | 1 061 181 | 25                   |
| 2001 | 1 060 694 | 25                   |
| 2014 | 1 041 303 | 24                   |

## Національний склад

### Перепис 2001
Національний склад населення Волинської області станом на 2001 рік
| №  | Національність | Кількість осіб | Відсоток до загальної кількості |
| -- | -------------- | -------------- | ------------------------------- |
| 1  | Українці       | 1 024 955      | 96,95 %                         |
| 2  | Росіяни        | 25 132         | 2,38 %                          |
| 3  | Білоруси       | 3 217          | 0,30 %                          |
| 4  | Поляки         | 788            | 0,07 %                          |
| 5  | Вірмени        | 322            | 0,03 %                          |
| 6  | Молдовани      | 303            | 0,03 %                          |
| 7  | Грузини        | 279            | 0,03 %                          |
| 8  | Німці          | 235            | 0,02 %                          |
| 9  | Татари         | 232            | 0,02 %                          |
| 10 | Євреї          | 213            | 0,02 %                          |
| 11 | Інші           | 1 538          | 0,15 %                          |
|    | Разом          | 1 057 214      | 100 %                           |

Чисельність найбільших національностей за районами та найбільшими містами (тис.)
|                       | Українці       | Росіяни      | Білоруси    | Поляки      |  |
| --------------------- | -------------- | ------------ | ----------- | ----------- |  |
| м. Луцьк              | 190.2 (92.5 %) | 12.7 (6.2 %) | 1.1 (0.5 %) | 0.4 (0.2 %) |  |
| м. Володимир          | 35.7 (93.9 %)  | 1.9 (5.0 %)  | 0.2 (0.5 %) | 0.1 (0.2 %) |  |
| м. Ковель             | 62.8 (95.4 %)  | 2.4 (3.7 %)  | 0.3 (0.5 %) | 0.1 (0.1 %) |  |
| м. Нововолинськ       | 54.9 (93.8 %)  | 2.9 (5.0 %)  | 0.4 (0.7 %) | 0.1 (0.1 %) |  |
| Володимирський р-н    | 28.0 (98.4 %)  | 0.3 (1.1 %)  | 0.1 (0.2 %) | 0.0 (0.1 %) |  |
| Камінь-Каширський р-н | 61.8 (99.5 %)  | 0.2 (0.4 %)  | 0.0 (0.1 %) |             |  |
| Ковельський р-н       | 42.8 (98.7 %)  | 0.4 (0.9 %)  | 0.1 (0.2 %) |             |  |
| Луцький р-н           | 55.4 (98.5 %)  | 0.6 (1.1 %)  | 0.1 (0.2 %) | 0.0 (0.1 %) |  |

Національний склад міст Волинської області за переписом населення 2001 р., у%:
| місто                    | населення | українці | росіяни | білоруси | поляки | вірмени | інші |
| ------------------------ | --------- | -------- | ------- | -------- | ------ | ------- | ---- |
| Луцьк                    | 205 585   | 92,5     | 6,2     | 0,5      | 0,2    | 0,1     | 0,5  |
| Ковель                   | 65 777    | 95,4     | 3,7     | 0,5      | 0,1    | 0,1     | 0,2  |
| Нововолинськ             | 58 558    | 93,8     | 5,0     | 0,7      | 0,1    | 0,1     | 0,3  |
| Володимир                | 37 982    | 93,9     | 5,0     | 0,5      | 0,2    | 0,1     | 0,3  |
| Ківерці                  | 16 505    | 96,5     | 2,8     | 0,2      | 0,1    |         | 0,4  |
| Рожище                   | 13 511    | 97,8     | 1,5     | 0,3      | 0,2    |         | 0,2  |
| Камінь-Каширський        | 10 609    | 98,7     | 1,0     | 0,2      |        |         | 0,1  |
| Любомль                  | 10 270    | 97,7     | 1,7     | 0,3      |        |         | 0,3  |
| Горохів                  | 8 847     | 98,1     | 1,4     | 0,2      |        |         | 0,3  |
| Устилуг                  | 2 276     | 96,8     | 2,2     |          |        |         | 1,0  |
| Берестечко               | 1 863     | 97,3     | 1,9     |          |        |         | 0,8  |
| Міста Волинської області | 431 783   | 94,0     | 4,9     | 0,5      | 0,1    | 0,1     | 0,4  |

Історична динаміка національного складу області за даними переписів населення, %
|          | 1959 | 1970 | 1989 | 2001 |
| -------- | ---- | ---- | ---- | ---- |
| українці | 94,6 | 94,9 | 94,6 | 96,9 |
| росіяни  | 4,2  | 4,1  | 4,4  | 2,4  |
| інші     | 1,2  | 1,0  | 1,0  | 0,7  |

## Мовний склад
Рідна мова населення області за результатами переписів, %
|            | 1959 | 1970 | 1989 | 2001 |
| ---------- | ---- | ---- | ---- | ---- |
| українська | 94,0 | 94,8 | 94,5 | 97,3 |
| російська  | 5,0  | 4,8  | 5,1  | 2,5  |
| інша       | 1,0  | 0,4  | 0,4  | 0,2  |

Рідна мова населення Волинської області за переписом 2001 р., %
|                            | українська | російська | білоруська |
| -------------------------- | ---------- | --------- | ---------- |
| ВОЛИНСЬКА ОБЛАСТЬ          | 97,3       | 2,5       | 0,1        |
| м. ЛУЦЬК                   | 92,9       | 6,8       | 0,1        |
| м. ВОЛОДИМИР-ВОЛИНСЬКИЙ    | 94,5       | 5,2       | 0,2        |
| м. КОВЕЛЬ                  | 95,8       | 3,9       | 0,1        |
| НОВОВОЛИНСЬК (міськрада)   | 94,4       | 5,2       | 0,2        |
| ВОЛОДИМИР-ВОЛИНСЬКИЙ РАЙОН | 98,8       | 1,0       | 0,1        |
| ГОРОХІВСЬКИЙ РАЙОН         | 99,2       | 0,6       |            |
| ІВАНИЧІВСЬКИЙ РАЙОН        | 99,0       | 0,8       | 0,1        |
| КАМІНЬ-КАШИРСЬКИЙ РАЙОН    | 99,6       | 0,3       | 0,1        |
| КІВЕРЦІВСЬКИЙ РАЙОН        | 98,6       | 1,2       | 0,1        |
| КОВЕЛЬСЬКИЙ РАЙОН          | 99,0       | 0,8       | 0,1        |
| ЛОКАЧИНСЬКИЙ РАЙОН         | 99,4       | 0,5       | 0,1        |
| ЛУЦЬКИЙ РАЙОН              | 98,8       | 1,0       | 0,1        |
| ЛЮБЕШІВСЬКИЙ РАЙОН         | 99,5       | 0,3       | 0,2        |
| ЛЮБОМЛЬСЬКИЙ РАЙОН         | 99,1       | 0,8       | 0,1        |
| МАНЕВИЦЬКИЙ РАЙОН          | 99,3       | 0,6       |            |
| РАТНІВСЬКИЙ РАЙОН          | 99,2       | 0,5       | 0,3        |
| РОЖИЩЕНСЬКИЙ РАЙОН         | 99,0       | 0,8       | 0,1        |
| СТАРОВИЖІВСЬКИЙ РАЙОН      | 99,5       | 0,4       | 0,1        |
| ТУРІЙСЬКИЙ РАЙОН           | 99,1       | 0,8       | 0,1        |
| ШАЦЬКИЙ РАЙОН              | 98,7       | 0,9       | 0,3        |

Мовний склад міського населення Волинської області за Всеукраїнським переписом 2001 року :
| місто/смт            | населення | українська мова | російська мова | інші мови |
| -------------------- | --------- | --------------- | -------------- | --------- |
| м. Луцьк             | 208 816   | 92,87%          | 6,79%          | 0,34%     |
| м. Ковель            | 66 401    | 95,77%          | 3,93%          | 0,30%     |
| м. Нововолинськ      | 53 838    | 94,50%          | 5,09%          | 0,41%     |
| м. Володимир         | 38 256    | 94,49%          | 5,15%          | 0,36%     |
| м. Ківерці           | 16 678    | 97,05%          | 2,71%          | 0,24%     |
| м. Рожище            | 13 636    | 98,49%          | 1,35%          | 0,16%     |
| м. Камінь-Каширський | 10 818    | 99,11%          | 0,77%          | 0,12%     |
| м. Любомль           | 10 395    | 98,05%          | 1,72%          | 0,23%     |
| смт. Маневичі        | 10 260    | 98,28%          | 1,41%          | 0,31%     |
| м. Горохів           | 9 015     | 98,59%          | 1,24%          | 0,17%     |
| смт. Ратне           | 8 693     | 98,30%          | 1,33%          | 0,37%     |
| смт. Іваничі         | 7 007     | 98,73%          | 1,06%          | 0,21%     |
| смт. Турійськ        | 5 945     | 98,74%          | 1,16%          | 0,10%     |
| смт. Цумань          | 5 771     | 98,58%          | 1,11%          | 0,31%     |
| смт. Шацьк           | 5 708     | 98,72%          | 0,95%          | 0,33%     |
| смт. Любешів         | 5 646     | 99,24%          | 0,53%          | 0,23%     |
| смт. Стара Вижівка   | 5 289     | 99,09%          | 0,68%          | 0,23%     |
| смт. Благодатне      | 4 850     | 93,00%          | 6,65%          | 0,35%     |
| смт. Торчин          | 4 376     | 98,82%          | 0,86%          | 0,32%     |
| смт. Заболоття       | 4 353     | 98,92%          | 0,55%          | 0,53%     |
| смт. Голоби          | 4 256     | 98,73%          | 1,16%          | 0,11%     |
| смт. Локачі          | 4 101     | 99,08%          | 0,75%          | 0,17%     |
| смт. Люблинець       | 3 994     | 98,34%          | 1,51%          | 0,15%     |
| смт. Колки           | 3 989     | 98,31%          | 1,41%          | 0,28%     |
| смт. Олика           | 3 255     | 98,25%          | 1,29%          | 0,46%     |
| смт. Головне         | 3 190     | 99,25%          | 0,59%          | 0,16%     |
| смт. Луків           | 3 147     | 98,44%          | 1,56%          | -         |
| смт. Мар'янівка      | 2 799     | 99,07%          | 0,86%          | 0,07%     |
| м. Устилуг           | 2 283     | 98,07%          | 1,36%          | 0,57%     |
| м. Берестечко        | 1 904     | 98,07%          | 1,56%          | 0,37%     |
| смт. Дубище          | 1 749     | 98,77%          | 1,00%          | 0,23%     |
| смт. Сенкевичівка    | 1 382     | 98,92%          | 0,72%          | 0,36%     |
| смт. Рокині          | 1 371     | 98,78%          | 1,15%          | 0,07%     |
| Волинська область    | 533 171   | 95,20%          | 4,49%          | 0,31%     |

### Вільне володіння мовами
За даними Всеукраїнського перепису населення 2001 року, 99,51 % мешканців Волинської області вказали вільне володіння українською мовою, а 40,06 % — російською мовою. 99,69 % мешканців Волинської області вказали вільне володіння мовою своєї національності.
Вільне володіння мовами найбільш чисельних національностей Волинської області за даними перепису населення 2001 р.
|          | своєї національності | українська | російська |
| -------- | -------------------- | ---------- | --------- |
| Українці | 99,96 %              |            | 38,59 %   |
| Росіяни  | 96,64 %              | 82,68 %    |           |
| Білоруси | 49,89 %              | 86,66 %    | 64,87 %   |
| Поляки   | 50,89 %              | 96,19 %    | 46,19 %   |

## Густота населення
Густота населення Волинської області становить 51.3 чол/км², що менше ніж у середньому по Україні (76.1)
На щільність населення впливають природні, історичні та економічні фактори. Найбільша густота населення на півдні області де розташовані найбільша міста — Луцький район (з м. Луцьк) — 86,58 чол/км²), Володимирський район (з м. Володимир) — 67,05 чол/км², Ковельський (з м. Ковель) — 34,97, Камінь-Каширський (з м. Камінь-Каширський) — 27,86.

## Вікова структура
2009 рік:

- Молодше працездатного — 205.4 тис.
- Працездатного — 614.4 тис.
- Старше працездатного — 213.7 тис.

Населення за віком:

| Вік      | Волинська обл.      | Україна               |
| -------- | ------------------- | --------------------- |
| 0-14     | 190.6 тис. — 18.44% | 6476.2 тис. — 14.09%  |
| 15-64    | 699.4 тис. — 67.68% | 32169.8 тис. — 69.99% |
| Понад 65 | 143.5 тис. — 13.88% | 7317.4 тис. — 15.92%  |

Розподіл населення районів та міст Вінницької області за віковими групами та середнім віком за переписом 2001 року:
|                          | молодше працездатного віку, % | працездатного віку, % | старше працездатного віку, % | середній вік |
| ------------------------ | ----------------------------- | --------------------- | ---------------------------- | ------------ |
| м. ЛУЦЬК                 | 20,1                          | 64,5                  | 15,4                         | 34,9         |
| м. ВОЛОДИМИР             | 20,9                          | 52,4                  | 26,7                         | 39,2         |
| м. КОВЕЛЬ                | 21,9                          | 62,6                  | 15,6                         | 35,1         |
| НОВОВОЛИНСЬК (міськрада) | 19,9                          | 58,8                  | 21,3                         | 37,3         |
| ВОЛОДИМИРСЬКИЙ РАЙОН     | 20,9                          | 52,4                  | 26,7                         | 39,2         |
| КАМІНЬ-КАШИРСЬКИЙ РАЙОН  | 26,2                          | 53,0                  | 20,8                         | 34,9         |
| КОВЕЛЬСЬКИЙ РАЙОН        | 22,2                          | 50,8                  | 27,0                         | 39           |
| ЛУЦЬКИЙ РАЙОН            | 22,6                          | 55,6                  | 21,8                         | 36,9         |

За 2007—2008 рр. середня очікувана тривалість життя при народженні становила 69 років (чоловіки — 62, жінки 75), що приблизно відповідає середньоукраїнському показнику 68.3 (62.5 та 74.3 відповідно)

## Міське населення
Міське населення Волинської області у 2010 році становило 535,4 тис. і збільшилось за 2009 рік на 2.7 тис. Порівняно з 1959 роком міське населення збільшилось на 131 % (з 231.4 тис.) Найбільшими темпами зростало населення обласного центру — за 1959—2010 на 278 %.
| Міське населення Волинської області (тис.) | Міське населення Волинської області (тис.) | Міське населення Волинської області (тис.) | Міське населення Волинської області (тис.) | Міське населення Волинської області (тис.) | Міське населення Волинської області (тис.) | Міське населення Волинської області (тис.) | Міське населення Волинської області (тис.) | Міське населення Волинської області (тис.) | Міське населення Волинської області (тис.) |
| 1939                                       | 1959                                       | 1970                                       | 1983                                       | 1989                                       | 1994                                       | 2001                                       | 2005                                       | 2010                                       | 2013                                       |
| ------------------------------------------ | ------------------------------------------ | ------------------------------------------ | ------------------------------------------ | ------------------------------------------ | ------------------------------------------ | ------------------------------------------ | ------------------------------------------ | ------------------------------------------ | ------------------------------------------ |
| ~165                                       | 231.2                                      | 313.1                                      | 443.8                                      | 518.2                                      | 559.6                                      | 533.2                                      | 526.2                                      | 535.4                                      | 541.4                                      |

### Рівень урбанізації
Волинська губернія (3 повіти)
- 1897 — 5.85 %

Волинська область:
- 1939 — ~16.0 %
- 1959 — 26.0 %
- 1970 — 32.1 %
- 1989 — 48.8 %
- 2001 — 50.3 %
- 2010 — 51.6 %
- 2013 — 52.1 %

### Найбільші міста
Динаміка зміни чисельності населення найбільших міст та смт
| Місто             | 1897   | 1939   | 1959   | 1970   | 1979    | 1989    | 2001    | 2009    |
| ----------------- | ------ | ------ | ------ | ------ | ------- | ------- | ------- | ------- |
| Луцьк             | 15.804 | 38.600 | 55.663 | 93.863 | 137.344 | 197.724 | 208.816 | 209.285 |
| Ковель            | 17.697 | 32.900 | 24.666 | 33,351 | 48.916  | 67.005  | 66.401  | 67.427  |
| Нововолинськ      |        |        | 23.895 | 41.187 | 46.007  | 55.171  | 53.838  | 52.756  |
| Володимир         | 9.883  | 26.800 | 20.928 | 28.412 | 33.777  | 38.263  | 38.256  | 38.402  |
| Ківерці           |        | 1.300  | 9.383  | 13.027 | 15.215  | 16.722  | 16.678  | 15.299  |
| Рожище            |        |        | 5.910  | 9.626  | 11.992  | 14.391  | 13.636  | 13.445  |
| Камінь-Каширський |        |        | 5.479  | 6.071  | 7.966   | 9.839   | 10.818  | 11.550  |
| Маневичі          |        |        | 4.065  | 4.508  | 6.421   | 8.937   | 10.260  | 10.824  |
| Любомль           |        | 8.100  | 5.639  | 6.237  | 8.265   | 10.124  | 10.395  | 10.117  |
| Ратне             |        |        | 4.047  | 3.718  | 4.890   | 7.311   | 8.693   | 10.671  |
| Горохів           |        | 6.900  | 4.419  | 6.535  | 8.258   | 9.329   | 9.015   | 9.155   |

## Сільське населення

### Чисельність
Сільське населення на 1 лютого 2010 року становить 501.04 тис. осіб і проживає у 1054 сільських населених пунктах. Воно має тенденцію до зменшення внаслідок природного та міграційного відтоку.
| Чисельність сільського населення (тис.) | Чисельність сільського населення (тис.) | Чисельність сільського населення (тис.) | Чисельність сільського населення (тис.) | Чисельність сільського населення (тис.) | Чисельність сільського населення (тис.) | Чисельність сільського населення (тис.) | Чисельність сільського населення (тис.) | Чисельність сільського населення (тис.) | Чисельність сільського населення (тис.) |
| 1939                                    | 1959                                    | 1970                                    | 1983                                    | 1989                                    | 1994                                    | 2001                                    | 2005                                    | 2010                                    | 2013                                    |
| --------------------------------------- | --------------------------------------- | --------------------------------------- | --------------------------------------- | --------------------------------------- | --------------------------------------- | --------------------------------------- | --------------------------------------- | --------------------------------------- | --------------------------------------- |
| ~867                                    | 659.3                                   | 661.4                                   | 588.2                                   | 543.0                                   | 521.1                                   | 527.5                                   | 518.6                                   | 501.3                                   | 498.5                                   |

Для Луцького району характерне стрімке зростання чисельності за рахунок природного та міграційного приросту. У північних районах міграційний відтік сільського населення компенсується високим природним приростом.
| Луцький р-н           | 47.0 | 53.8 | +14.5 % |
| Камінь-Каширський р-н | 49.7 | 50.6 | +1.8 %  |

### Густота
Середня густота сільського населення Волинської області становить 24.9 чол/км².
| Район             | Густота |
| ----------------- | ------- |
| Луцький           | 55.3    |
| Камінь-Каширський | 29.0    |
| Володимирський    | 22.7    |
| Ковельський       | 18.7    |

### Людність

Середній розмір сільського поселення

Середня людність сільських населених пунктів становить 476 осіб
| Район                | Людність |
| -------------------- | -------- |
| Камінь-Каширський    | 790      |
| Любешівський         | 654      |
| Луцький              | 650      |
| Маневицький          | 593      |
| Старовижівський      | 565      |
| Ратнівський          | 564      |
| Ківерцівський        | 553      |
| Іваничівський        | 456      |
| Горохівський         | 431      |
| Любомльський         | 394      |
| Шацький              | 393      |
| Рожищенський         | 383      |
| Локачинський         | 362      |
| Ковельський          | 353      |
| Володимир-Волинський | 306      |
| Турійський           | 243      |

## Рух населення

### Природний рух населення

#### Народжуваність

Народжуваність у 2009 році

Волинська область належить до тих областей України, які мають порівняно високу народжуваність. Середній коефіцієнт народжуваності є на 32.4 % більшим за середньоукраїнський (у 2000 році — на 44.9 %). У 2009 році на Волинську область приходилось 2.98 % народжень (у 2008 — 3.00 %) при тому що її населення становить 2.25 % від загальноукраїнського.

Найбільша народжуваність традиційно характерна для північно-східних районів — Камінь-Каширського, Любешівського — 18.4 та 18.8 відповідно. У більшості районів народжуваність становить 14-16 на 1000 осіб. Найнижчі показники характерні для південного заходу області — Іваничівського району (11.6) та міста Нововолинськ (12.0).
| Волинська обл | 2.35 | 1.80 | 1.70 | 1.48 | 1.58 | 1,88 | 1,81 |
| Україна       | 1.92 | 1.40 | 1.21 | 1.09 | 1.21 | 1.46 | 1.46 |

| Кількість народжених | Кількість народжених | Кількість народжених | Кількість народжених | Кількість народжених | Кількість народжених | Кількість народжених | Кількість народжених | Кількість народжених | Кількість народжених | Кількість народжених | Кількість народжених | Кількість народжених | Кількість народжених | Кількість народжених | Кількість народжених | Кількість народжених |
| 1995                 | 1996                 | 1997                 | 1998                 | 1999                 | 2000                 | 2001                 | 2002                 | 2003                 | 2004                 | 2005                 | 2006                 | 2007                 | 2008                 | 2009                 | 2010                 | 2011                 |
| -------------------- | -------------------- | -------------------- | -------------------- | -------------------- | -------------------- | -------------------- | -------------------- | -------------------- | -------------------- | -------------------- | -------------------- | -------------------- | -------------------- | -------------------- | -------------------- | -------------------- |
| 13 598               | 13 467               | 12 897               | 12 619               | 11 798               | 11 924               | 11 431               | 11 780               | 11 883               | 12 468               | 12 756               | 13 728               | 13 990               | 15 301               | 15 290               | 14 848               | 14 620               |

| Коефіцієнти народжуваності у Волинській області | Коефіцієнти народжуваності у Волинській області | Коефіцієнти народжуваності у Волинській області | Коефіцієнти народжуваності у Волинській області | Коефіцієнти народжуваності у Волинській області | Коефіцієнти народжуваності у Волинській області | Коефіцієнти народжуваності у Волинській області | Коефіцієнти народжуваності у Волинській області | Коефіцієнти народжуваності у Волинській області | Коефіцієнти народжуваності у Волинській області | Коефіцієнти народжуваності у Волинській області | Коефіцієнти народжуваності у Волинській області | Коефіцієнти народжуваності у Волинській області | Коефіцієнти народжуваності у Волинській області | Коефіцієнти народжуваності у Волинській області | Коефіцієнти народжуваності у Волинській області | Коефіцієнти народжуваності у Волинській області | Коефіцієнти народжуваності у Волинській області | Коефіцієнти народжуваності у Волинській області |
|                                                 | 1906                                            | 1995                                            | 1996                                            | 1997                                            | 1998                                            | 1999                                            | 2000                                            | 2001                                            | 2002                                            | 2003                                            | 2004                                            | 2005                                            | 2006                                            | 2007                                            | 2008                                            | 2009                                            | 2010                                            | 2011                                            |
| ----------------------------------------------- | ----------------------------------------------- | ----------------------------------------------- | ----------------------------------------------- | ----------------------------------------------- | ----------------------------------------------- | ----------------------------------------------- | ----------------------------------------------- | ----------------------------------------------- | ----------------------------------------------- | ----------------------------------------------- | ----------------------------------------------- | ----------------------------------------------- | ----------------------------------------------- | ----------------------------------------------- | ----------------------------------------------- | ----------------------------------------------- | ----------------------------------------------- | ----------------------------------------------- |
| Волинська обл                                   | 41.81                                           | 12.6                                            | 12.5                                            | 12.0                                            | 11.8                                            | 11.0                                            | 11.3                                            | 10.8                                            | 11.1                                            | 11.3                                            | 11.9                                            | 12.2                                            | 13.2                                            | 13.5                                            | 14.8                                            | 14.7                                            | 14.3                                            | 14.1                                            |
| Україна                                         | ~442                                            | 9.6                                             | 9.2                                             | 8.7                                             | 8.4                                             | 7.8                                             | 7.8                                             | 7.7                                             | 8.1                                             | 8.5                                             | 9.0                                             | 9.0                                             | 9.8                                             | 10.2                                            | 11.0                                            | 11.1                                            | 10.8                                            | 11.0                                            |

1Волинська губернія

2Середнє для українських губерній

#### Смертність
| Кількість померлих | Кількість померлих | Кількість померлих | Кількість померлих | Кількість померлих | Кількість померлих | Кількість померлих | Кількість померлих | Кількість померлих | Кількість померлих | Кількість померлих |
| 2001               | 2002               | 2003               | 2004               | 2005               | 2006               | 2007               | 2008               | 2009               | 2010               | 2011               |
| ------------------ | ------------------ | ------------------ | ------------------ | ------------------ | ------------------ | ------------------ | ------------------ | ------------------ | ------------------ | ------------------ |
| 14 742             | 14 854             | 15 459             | 15 175             | 16 012             | 15 615             | 15 471             | 15 594             | 14 628             | 14 362             | 13 842             |

Смертність у 2009 році

Рівень смертності у Волинській області знаходиться приблизно на середньоукраїнському рівні — 14.1 на 1000 (Україна — 15.3)

| Коефіцієнти смертності у Волинській області | Коефіцієнти смертності у Волинській області | Коефіцієнти смертності у Волинській області | Коефіцієнти смертності у Волинській області | Коефіцієнти смертності у Волинській області | Коефіцієнти смертності у Волинській області | Коефіцієнти смертності у Волинській області | Коефіцієнти смертності у Волинській області | Коефіцієнти смертності у Волинській області | Коефіцієнти смертності у Волинській області | Коефіцієнти смертності у Волинській області | Коефіцієнти смертності у Волинській області | Коефіцієнти смертності у Волинській області |
|                                             | 2000                                        | 2002                                        | 2003                                        | 2004                                        | 2005                                        | 2006                                        | 2007                                        | 2008                                        | 2009                                        | 2010                                        | 2011                                        |                                             |
| ------------------------------------------- | ------------------------------------------- | ------------------------------------------- | ------------------------------------------- | ------------------------------------------- | ------------------------------------------- | ------------------------------------------- | ------------------------------------------- | ------------------------------------------- | ------------------------------------------- | ------------------------------------------- | ------------------------------------------- | ------------------------------------------- |
| Волинська обл                               | 14.1                                        | 14.1                                        | 14.7                                        | 14.5                                        | 15.4                                        | 15.0                                        | 14.9                                        | 15.1                                        | 14.1                                        | 13.9                                        | 13.3                                        |                                             |
| Україна                                     | 15.3                                        | 15.7                                        | 16.0                                        | 16.0                                        | 16.6                                        | 16.2                                        | 16.4                                        | 16.3                                        | 15.3                                        | 15.2                                        | 14.5                                        |                                             |

Основні причини смертності (2008 рік):
- Хвороби систем кровообігу — 9972
- Новоутворення — 1516
- Зовнішні причини — 1191
- Хвороби органів травлення — 890
- Хвороб органів дихання — 948
- Інфекції — 338
- ВСЬОГО — 15594

| 176.01 | 14.3 | 12.7 | 12.8 | 10.7 | 11.5 | 9.8 | 10.8 | 8.1 | 7.8 | 8.3 | 7.7 | 7.2 | 7.3 | 7.7 | 8.2 | 7.9 |

1Волинська губернія

#### Природний приріст

Природний приріст у 2009 році

Волинська область є одним з регіонів, де народжуваність перевищує смертність і існує природний приріст населення, який у 2009 році склав 662 особи.
| Природний приріст | Природний приріст | Природний приріст | Природний приріст | Природний приріст | Природний приріст | Природний приріст | Природний приріст | Природний приріст | Природний приріст | Природний приріст | Природний приріст | Природний приріст | Природний приріст |
| 1995              | 1997              | 1999              | 2001              | 2002              | 2003              | 2004              | 2005              | 2006              | 2007              | 2008              | 2009              | 2010              | 2011              |
| ----------------- | ----------------- | ----------------- | ----------------- | ----------------- | ----------------- | ----------------- | ----------------- | ----------------- | ----------------- | ----------------- | ----------------- | ----------------- | ----------------- |
| –1 132            | –1 628            | –2 892            | –3 311            | –3 074            | –3 576            | –2 707            | –3 256            | –1 887            | –1 481            | –293              | +662              | +486              | +778              |

Найбільший абсолютний приріст у 2009 р. було зафіксовано у:
- м. Луцьк +1009
- м. Ковель +300
- Камінь-Каширський район +270

Найбільша депопуляція:
Найбільшої величини депопуляція досягла у 2003. Далі її темпи почали спадати що призвело до першого за останні 15 років додатнього природного приросту у 2009 р.
| Коефіцієнти природного приросту у Волинській області | Коефіцієнти природного приросту у Волинській області | Коефіцієнти природного приросту у Волинській області | Коефіцієнти природного приросту у Волинській області | Коефіцієнти природного приросту у Волинській області | Коефіцієнти природного приросту у Волинській області | Коефіцієнти природного приросту у Волинській області | Коефіцієнти природного приросту у Волинській області | Коефіцієнти природного приросту у Волинській області | Коефіцієнти природного приросту у Волинській області | Коефіцієнти природного приросту у Волинській області | Коефіцієнти природного приросту у Волинській області |
|                                                      | 1995                                                 | 1998                                                 | 2000                                                 | 2002                                                 | 2003                                                 | 2004                                                 | 2005                                                 | 2006                                                 | 2007                                                 | 2008                                                 | 2009                                                 |
| ---------------------------------------------------- | ---------------------------------------------------- | ---------------------------------------------------- | ---------------------------------------------------- | ---------------------------------------------------- | ---------------------------------------------------- | ---------------------------------------------------- | ---------------------------------------------------- | ---------------------------------------------------- | ---------------------------------------------------- | ---------------------------------------------------- | ---------------------------------------------------- |
| Волинська обл                                        | –1.1                                                 | –1.3                                                 | –2.8                                                 | –3.0                                                 | –3.4                                                 | –2.6                                                 | –3.2                                                 | –1.8                                                 | –1.4                                                 | –0.3                                                 | +0.6                                                 |
| Україна                                              | –5.8                                                 | –6.0                                                 | –7.5                                                 | –7.6                                                 | –7.5                                                 | –7.0                                                 | –7.6                                                 | –6.4                                                 | –6.2                                                 | –5.3                                                 | –4.2                                                 |

У січні 2010 року природне скорочення становило –1.8 на 1000 (проти –2.2 у січні 2009 року)
Показники народжуваності, смертності та природного приросту населення у 1950—2020 рр.
| коефіцієнт (на 1000 осіб) | 1950 | 1960 | 1970 | 1990 | 2000 | 2010 | 2020 |
| ------------------------- | ---- | ---- | ---- | ---- | ---- | ---- | ---- |
| народжуваності            | 24,7 | 25,0 | 17,9 | 15,3 | 11,2 | 14,3 | 10,1 |
| смертності                | 10,0 | 6,8  | 8,2  | 11,3 | 14,0 | 13,9 | 13,9 |
| природного приросту       | 14,7 | 18,2 | 9,7  | 4,0  | -2,8 | 0,4  | -3,8 |

### Міграційний рух населення
| Міграційний приріст (тис.) | Міграційний приріст (тис.) | Міграційний приріст (тис.) | Міграційний приріст (тис.) | Міграційний приріст (тис.) | Міграційний приріст (тис.) | Міграційний приріст (тис.) | Міграційний приріст (тис.) | Міграційний приріст (тис.) | Міграційний приріст (тис.) | Міграційний приріст (тис.) | Міграційний приріст (тис.) | Міграційний приріст (тис.) | Міграційний приріст (тис.) | Міграційний приріст (тис.) |
| 1995                       | 1996                       | 1997                       | 1998                       | 1999                       | 2000                       | 2001                       | 2002                       | 2003                       | 2004                       | 2005                       | 2006                       | 2007                       | 2008                       | 2009                       |
| -------------------------- | -------------------------- | -------------------------- | -------------------------- | -------------------------- | -------------------------- | -------------------------- | -------------------------- | -------------------------- | -------------------------- | -------------------------- | -------------------------- | -------------------------- | -------------------------- | -------------------------- |
| –0,6                       | –0,4                       | –0,4                       | –0,2                       | –0,9                       | –0,7                       | –1,1                       | –1,9                       | –2,3                       | –1,3                       | –1,1                       | –0,5                       | –0,1                       | +0,1                       | –0,2                       |

У межах України
2009 рік
- Число прибулих: 16602 (16,1 на 1000 осіб)
- Число вибулих: 16853 (16,3 на 1000 осіб)
- Приріст: –251 (–0,2 на 1000 осіб)

Зовнішня міграція
2009 рік
- Число прибулих: 470 (0,4 на 1000 осіб)
- Число вибулих: 437 (0,4 на 1000 осіб)
- Приріст: +33 (+0,0 на 1000 осіб)

## Місце народження
За переписом 2001 року 95,0 % населення Волинської області народилися на території України (УРСР), 5,0 % населення — на території інших держав (зокрема 2,5 % — на території Росії, 1,4 % — на території Польщі). 87,5 % населення народилися на території Волинської області, 7,5 % — у інших регіонах України.
Питома вага уродженців різних регіонів України у населенні Волинської області за переписом 2001 року:
| уродженців області | кількість | частка у населенні |
| Волинської         | 925344    | 87,5               |
| Рівненської        | 19864     | 1,9                |
| Львівської         | 11412     | 1,1                |
| Житомирської       | 5686      | 0,5                |
| Хмельницької       | 4174      | 0,4                |
| Тернопільської     | 3468      | 0,3                |
| Вінницької         | 3331      | 0,3                |
| Дніпропетровської  | 2939      | 0,3                |
| Київської          | 2404      | 0,2                |
| Донецької          | 2340      | 0,2                |
| Чернігівської      | 2064      | 0,2                |
| Полтавської        | 2000      | 0,2                |
| Івано-Франківської | 1965      | 0,2                |
| Харківської        | 1764      | 0,2                |
| Сумської           | 1762      | 0,2                |
| Черкаської         | 1738      | 0,2                |
| Луганської         | 1651      | 0,2                |
| АР Крим            | 1442      | 0,1                |
| Закарпатської      | 1432      | 0,1                |
| Одеської           | 1389      | 0,1                |
| Херсонської        | 1209      | 0,1                |
| Кіровоградської    | 1132      | 0,1                |
| Запорізької        | 1041      | 0,1                |
| м. Києва           | 922       | 0,1                |
| Миколаївської      | 914       | 0,1                |
| Чернівецької       | 825       | 0,1                |
| Севастополя        | 71        | 0,0                |

## Зайнятість населення
Сфери зайнятості населення області за переписом 2001 року
| сфера діяльності                                                                 | кількість зайнятих | частка  |
| -------------------------------------------------------------------------------- | ------------------ | ------- |
| Сільське господарство, мисливство та лісове господарство                         | 129 002            | 35,5 %  |
| Обробна промисловість                                                            | 43 168             | 11,9 %  |
| Освіта                                                                           | 39 140             | 10,8 %  |
| Оптова та роздрібна торгівля; торгівля транспортними засобами; послуги з ремонту | 30 638             | 8,4 %   |
| Охорона здоров'я та соціальна допомога                                           | 29 675             | 8,2 %   |
| Державне управління                                                              | 25 348             | 7,0 %   |
| Транспорт і зв'язок                                                              | 19 321             | 5,3 %   |
| Будівництво                                                                      | 11 548             | 3,2 %   |
| Виробництво електроенергії, газу та води                                         | 7 983              | 2,2 %   |
| Колективні, громадські та особисті послуги                                       | 7 826              | 2,2 %   |
| Операції з нерухомістю, здавання під найм та послуги юридичним особам            | 5 847              | 1,6 %   |
| Готелі та ресторани                                                              | 5 573              | 1,5 %   |
| Добувна промисловість                                                            | 4 185              | 1,2 %   |
| Фінансова діяльність                                                             | 3 143              | 0,9 %   |
| Неточно вказали або не вказали вид діяльності                                    | 738                | 0,2 %   |
| Послуги домашньої прислуги                                                       | 460                | 0,1 %   |
| Рибне господарство                                                               | 252                | 0,1 %   |
| Всього зайнятих економічною діяльністю                                           | 363 847            | 100,0 % |